# الدوري الأمريكي لكرة السلة للمحترفين 2012–13
الدوري الأمريكي لكرة السلة للمحترفين 2012–13 (بالإنجليزية: 2012–13 NBA season)‏ هو الموسم 67 من  الرابطة الوطنية لكرة السلة. أقيم خلال الفترة 30 أكتوبر 2012 وحتى 20 يونيو 2013، وأشرف على تنظيمه الرابطة الوطنية لكرة السلة، وكان عدد الأندية المشاركة فيه  30، وفاز فيه ميامي هيت.